# Estadio Malvinas Argentinas
Das Estadio Malvinas Argentinas (deutsch Stadion der argentinischen Malwinen), bis 1982 Estadio Ciudad de Mendoza (deutsch Städtisches Stadion von Mendoza), befindet sich im General-San-Martín-Park in der argentinischen Stadt Mendoza. Es wurde in den Jahren 1976 bis 1978 errichtet und diente als Spielort bei der Fußball-Weltmeisterschaft 1978. Die Anlage bietet insgesamt 40.268 Plätze, davon 20.268 Sitz- und 20.000 Stehplätze. 
Bis 1982 hieß das Stadion einfach Estadio Ciudad de Mendoza. Anschließend erhielt es inmitten des Falklandkrieges (spanisch Guerra de las Malvinas) zwischen Argentinien und dem Vereinigten Königreich aus patriotischen Gründen seinen heutigen Namen.
Im Jahr 2001 war das Stadion einer der Austragungsorte der Junioren-Fußballweltmeisterschaft, die in Argentinien stattfand.
Seit dem ersten Aufstieg des Fußballvereins CD Godoy Cruz in die Primera División 2006 finden im Stadion erstmals Spiele der höchsten argentinischen Liga statt.
Die Spielstätte war außerdem einer der acht Austragungsorte der Copa América 2011.
Anfang 2011 fanden Umbauarbeiten anlässlich der Copa Libertadores statt. Diese Arbeiten umfassten den gesamten Austausch der Sitzplätze einschließlich neuer Tribünenüberdachung. Ebenfalls wurde ein LED-Bildschirm mit 128 m² Fläche installiert, der größte in Südamerika.